# 난징 예술 대학
난징 예술 대학(남경예술학원, 중국어 간체자: 南京艺术学院, 정체자: 南京藝術學院, 병음: Nánjīng yìshù xuéyuàn, 줄여서 南艺, Nányì, 남예대, Nanjing University of the Arts)은 90여년 역사의 종합고등예술대학이며 강소성의 유일한 종합예술대학이다. 중국의 고등예술교육사에 중요한 위치와 영향력을 가지고 있다. 남경예술대학교는 미술, 음악, 디자인, 영화, TV, 희극, 무용 등 20여개의 학사과정과 50여개의 전공 과정이 있다.